# Regatele scandinave

## Regatele scandinave

### Regatul Norvegiei
În anul 795, vikingii formaseră o formațiune politică condusă de un rege. În sec. al X-lea au luat naștere (după creștinare) state puternice: Suedia, Norvegia, Danemarca. Regele danez Knud cel Mare a cucerit Norvegia (în sec. XI). După moartea lui, Norvegia și-a recăpătat independența. În 1245 regele Haakon IV a cucerit Islanda.

### Regatul Siciliei și al Italiei de sud (1071-1221)
În anul 1071, contele normand Robert Guiscard a cucerit sudul Italiei de la bizantini și Sicilia de la arabi și a întemeiat un regat normand care cuprindea aproximativ aceleași teritorii ca Regatul celor două Sicilii din sec. al XIX-lea (inclusiv regiunea Neapole).
În 1099 Bohemund de Taranto, fiul lui Guiscard, și nepotul său Tancred au participat la prima cruciadă. Regele Roger al II-lea a fost un protector al culturilor arabă și bizantină. În 1221, suveranul acestui regat normand a devenit împăratul german Friedrich al II-lea, regatul devenind astfel provincie a Sfântului Imperiu Roman de Națiune Germană. După moartea lui Friedrich, regatul a intrat în posesia regilor Franței.

### Regatul Danemarcei
În sec. al IX-lea a luat naștere regatul creștin al Danemarcei. În 911, danezii au întemeiat colonia vikingă (normană sau normandă) Normandia. Regele Knud cel Mare a cucerit Anglia și Norvegia și parțial Suedia. În 1389, prin căsătoria lui Haakon al Norvegiei cu Margareta a Danemarcei și regentă a Suediei, cele trei regate scandinave s-au unit sub tutela Danemarcei. Regii danezi stăpâneau și Islanda.

### Regatul Suedia
În sec. al VIII-lea, Suedia era un stat puternic și unitar. În sec. al XI-lea, regele Knud cel Mare stăpânea ținuturi importante din Suedia, precum și Danemarca, Norvegia și Anglia. După 1389, regii Danemarcei erau totodată suveranii Suediei. În 1521, Suedia și-a declarat independența. Gustav I Eriksson Wasa, conducătorul revoluției, a devenit regele Suediei. Statul Suedia încorpora și Finlanda. Suedezii au trecut de partea reformei lui Martin Luther. În sec. al XVII-lea, Suedia a devenit mare putere europeană, iar Marea Baltică era supranumită "lacul suedez". În următoarele două secole puterea Suediei a intrat în declin, în favoarea Rusiei.

### Ducatul Normandia (911-1204)
În anul 911, vikingii, proveniți din Danemarca făceau incursiuni de pradă în Franța, sub conducerea lui Rollo al Normandiei (Hrolf, Rolf; botezat Robert). Regele franc Carol III cel Simplu a negociat cu invadatorii cedarea unui teritoriu în schimbul incursiunilor de jaf. Rollo a primit teritoriul fertil și bogat Neustria, mai cunoscut cu numele Normandia. Danezii s-au creștinat și au adoptat franceza medievală ca limbă oficială în noul lor stat. Acțiunile de jaf au încetat, însă normanzii și-au menținut înclinația spre organizarea unor expediții militare în ținuturi îndepărtate, ceea ce s-a soldat în final cu întemeierea regatelor normande: al Angliei și al celui care incorpora Sicilia, sudul Italiei și Malta (aproximativ teritoriul pe care exista în sec. al XIX-lea regatul celor două Sicilii).

### Anglia normandă (1066-1453)
În sec. al XI-lea, Anglia era un stat micanglo-saxonă. În 1066, normanzi conduși de Wilhelm Cuceritorul (franceză: Guillaume) îi înfrâng la Hastings pe saxonii lui Harold al II-lea. Wilhelm a devenit regele Angliei și duce al Normandiei și totodată cel mai puternic suveran din vest-european. Anglia a devenit un mare stat feudal (însă Țara Galilor, Irlanda și Scoția încă nu făceau parte din acest stat).
În anul 1157, Henry al II-lea Plantagenet, ducele Normandiei este stapânitorul Angliei, Normandiei, al Aquitaniei și al Anjoului. Henric II încercat să se elibereze de sub tutela Bisericii Catolice și a dispus asasinarea lui Thomas Becket, episcop de Canterbury, dar a fost înfrânt și a acceptat suzeranitatea papală. La moartea sa, a lăsat regatul moștenire lui Richard I Inimă de Leu, iar celuilalt fiu, Ioan fără de Țară Plantagenet, i-a lăsat moștenire bogațiile coroanei. Richard I a participat la cruciade și a murit în 1199, pe tronul Angliei succedându-i fratele său, Ioan fără de Țară. Dinastia normandă a Plantageneților s-a sfârșit în tragicul război al celor două roze, început după dezastruosul „război de o sută de ani”. Cu istoria normandă s-a încheiat epopeea popoarelor germanice.

### Vikingii din „Gardarike”, Imperiul Bizantin și țările arabe
Vikingii - cunoscuți în estul Europei sub denumirile varegi, varangi, pe rusește variaghi, în greacă varangoi, variagoi (din termenul scandinav medieval væringjar, o derivare a cuvântului cu sensul “a depune jurământ”) și ruși - au fost întemeietorii primelor formațiuni statale rusești și ucrainene, dintre care cel mai însemnat a fost statul kievean rus. Acesta a fost întemeiat de liderul vareg al Novgorodului, Rurik (Hrörekr), totodată fondatorul dinastiei omonime (în jurul anului 860).
Împărați bizantini au recrutat războinici varegi pentru garda imperială („Garda Varegă”; spre exemplu Vasile al II-lea, căruia marele prinț al Kievului Vladimir I i-a trimis șase mii de războinici varegi).
Teritoriul est-european (preponderent slav și fino-ugric) al cetăților, târgurilor și teritoriilor aferente, administrate de liderii princiari, militar și negustori varegi (și populate cu coloniști și mercenari scandinavi strămutați) se chema pe limba lor Gardarike (sau Gardariki) “regatul orașelor-cetăți”. Cele mai vechi localități au fost: Pskov, Polotsk, Gnezdovo/Smolensk, Alaborg, Aldeghia/Ladoga, Holmgard/Novgorod, Beloozero, Timero/Iaroslavl, Sarskoie Gorodișce, Rostofa/Rostov, Vladimir, Muron.
Parțial, dacă nu toți varegii, erau cunoscuți de asemenea sub denumirile kylfingar [külfingar] (în idiomul scandinav), kolbiaghi (în slava medievală ruso-ucraineană), kulpingoi (în greacă), al-kilabiyya (în arabă) și kölpények (în maghiară). În cronica lui Anonymus este menționată o căpetenie de trib cu numele Culpun, echivalentul termenului maghiarizat kölpény, din anturajul ducelui Arpad). Potrivit unor cercetători, termenul ar fi fost reflectat și în Külbey (Kulbey), numele unuia dintre triburile menționate de împăratul bizantin Constantin VII Porfirogenetul în cartea sa De administrando imperio. Unii cercetători au adus argumente în favoarea tezei conform căreia cei mai mulți dintre acești kolbiaghi/koulpingoi ar fi provenit din alte popoare de la Marea Baltică, finici și chiar baltici.
Aceștia erau militari negustori, iar cercetătorii presupun că denumirea kylfingar provine fie de la arma caracteristică (o variantă de buzdugan/topuz (v. și termenul german (Streit)kolben) sau un baston de luptă lung, ori chiar de la un cuvânt cu înțelesul “arc”), fie de la hjukolfr, termen care însemna “adunare, consiliu”. La curtea bizantină, alături de garda varegă, activau și subunități formate din astfel de koulpingoi de aceeași proveniență ca varegii.